# Harka, Győr-Moson-Sopron
Harka  este un sat în districtul Sopron, județul Győr-Moson-Sopron, Ungaria, având o populație de 1.779 de locuitori (2011). 

## Demografie
Componența etnică a satului Harka
     Maghiari (92,66%)
     Germani (6,03%)
     Necunoscut (0,57%)
     Alții (0,74%)
Componența confesională a satului Harka
     Romano-catolici (57%)
     Luterani (9,67%)
     Fără religie (7,53%)
     Reformați (4,27%)
     Atei (1,8%)
     Necunoscută (19,73%)
     Alte religii (1,52%)
Conform recensământului din 2011, satul Harka avea 1.779 de locuitori. Din punct de vedere etnic, majoritatea locuitorilor (92,66%) erau maghiari, cu o minoritate de germani (6,03%). Apartenența etnică nu este cunoscută în cazul a 0,57% din locuitori.  Din punct de vedere confesional, majoritatea locuitorilor (57,0%) erau romano-catolici, existând și minorități de luterani (9,67%), persoane fără religie (7,53%), reformați (4,27%) și atei (1,8%). Pentru 19,73% din locuitori nu este cunoscută apartenența confesională.